# Goliath F 200/F 400
Der Goliath F 200 und F 400 waren dreirädrige Kleintransporter der Hansa-Lloyd- und Goliath-Werke Borgward & Tecklenborg in Bremen-Hastedt, die unter der Marke Goliath verkauft wurden. Sie basierten auf dem dreirädrigen Goliath Pionier mit geschlossenem Fahrerhaus.
Anders als der Pionier, ein kleiner Pkw, hatte das Heck des F 200/F 400 eine Pritsche oder einen Kasten. Die an Blattfedern aufgehängte Hinterachse war weiter nach hinten unter den Aufbau gesetzt, der Motor unter der Sitzbank längs um 90° geneigt eingebaut. Das Vorderrad wurde an einer Einarmschwinge geführt. Die Karosserie hatte eine starr angebrachte, nach hinten geneigte Fronthaube, einzeln stehende Scheinwerfer und anders als der Goliath Pionier keine senkrechte, sondern eine leicht nach hinten geneigte Windschutzscheibe. Der Tank befand sich unter der Fronthaube über dem Vorderrad.
Die Höchstgeschwindigkeit des F 400 lag bei 50 km/h. Sie wurde mit einem luftgekühlten Zweizylinder-Zweitaktmotor mit 12 bis 13,6 PS aus 396 cm³ Hubraum erreicht (Bohrung 60 mm, Hub 70 mm). Das Eigengewicht des Fahrzeugs betrug laut Typenschild 640 kg, die Nutzlast laut anderen Quellen 500 kg oder 750 kg. Carl F. W. Borgward hatte 1936 die Aufhängung des Vorderrades zum Patent angemeldet. Erst 1940 wurde das Patent erteilt.
Der baugleiche F 200 war mit einem 198-cm³-Einzylindermotor und 6 PS schwächer motorisiert. Über ein Dreiganggetriebe mit Mittelschaltung und eine Kardanwelle wurden bei beiden Modellen die Hinterräder angetrieben. Für kurze Zeit waren der F 200 und F 400 mit insgesamt 18.368 gebauten Fahrzeugen Marktführer dieses Segments.
Vorgänger beider Modelle war der Goliath Rapid/Standard, ein offener Lastenkarren, bei dem der Fahrer hinter der Ladung saß.

## Goliath FW 200/FW 400

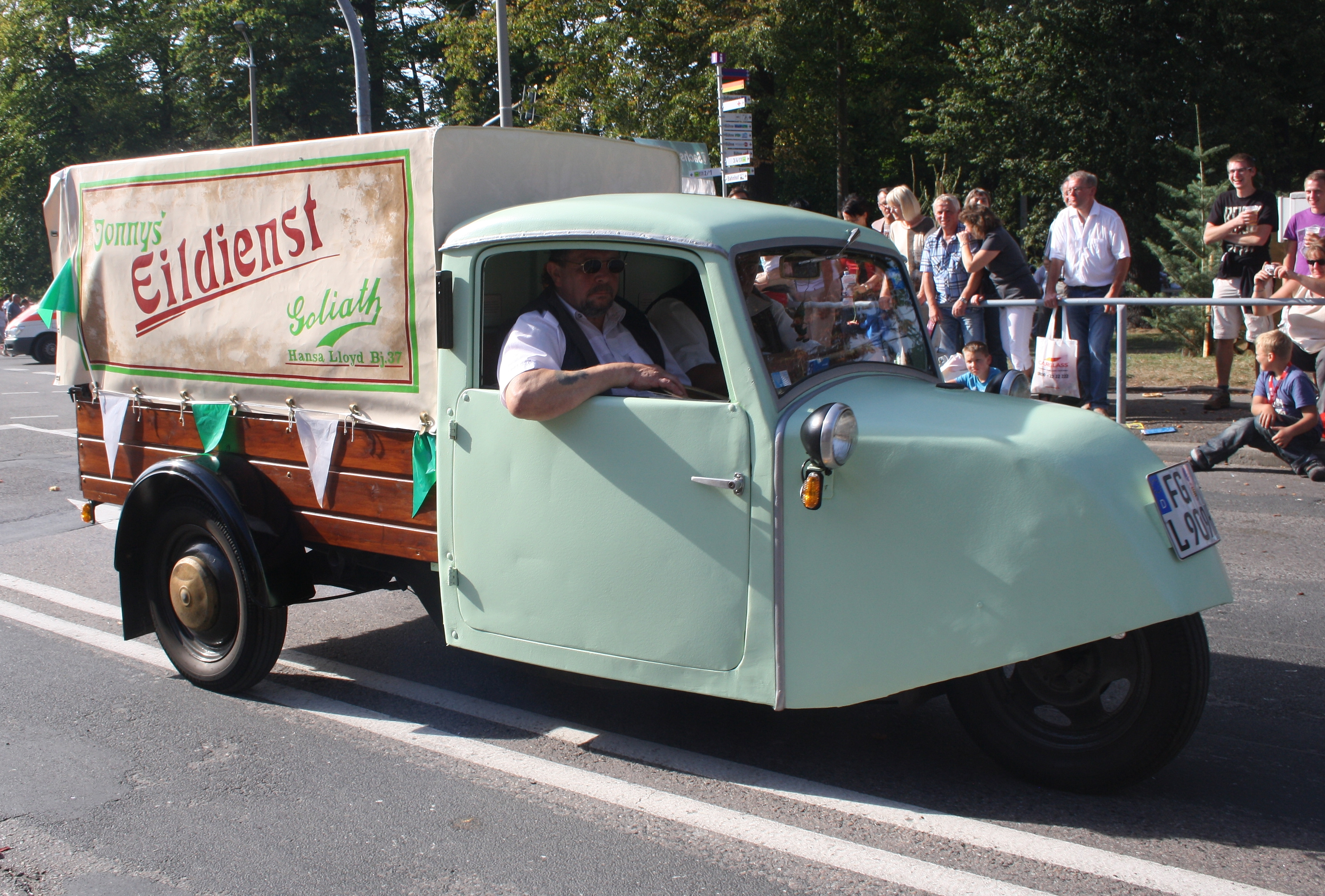
Goliath F 400 (Baujahr 1937)

Die Fahrzeuge wurden nur zwischen 1938 und 1939 produziert. Der FW 200 konnte bis 500 kg zuladen, der FW 400 bis 750 kg.
Erst 1949 wurde mit dem Goliath GD 750 wieder ein Lastendreirad produziert.

## Mitbewerber
Mitbewerber des F 200 und F 400
- Tempo D 200 und D 400, ähnliches Lastendreirad mit Vorderradantrieb und Motor über dem Vorderrad[1]
- Rollfix-Eilwagen
- Framo LH 200 und LH 300, ähnliches Lastendreirad, mit Vorderradantrieb
- Gutbrod Standard P 203/P 503, ähnliches Lastendreirad, mit Heckantrieb und Motor unter der Pritsche

Mitbewerber des FW200 und FW400
- Tempo E 400
- Framo D 500
- Gutbrod Standard E1